# ATP World Tour Finals 2013
L'ATP World Tour Finals 2013 (chiamato anche Barclays ATP World Tour Finals 2013 per motivi di sponsorizzazione) è stato un torneo di tennis che si è disputato a Londra, nel Regno Unito, dal 4 all'11 novembre 2013 sul campo di cemento indoor dell'O2 Arena. È stato l'evento conclusivo dell'ATP World Tour 2013, a cui hanno partecipato i primi 8 giocatori della classifica ATP di singolare e le prime 8 coppie della classifica di doppio. È stata la 44ª edizione per quanto riguarda il torneo di singolare e della 39ª per quanto riguarda quello di doppio.

## Qualificazioni

### Regolamento
Gli 8 giocatori che hanno accumulato il maggior numero di punti validi nei tornei del Grande Slam, dell'ATP World Tour 2013 e nella Coppa Davis 2013 ottengono la qualificazione per il torneo. I punti validi comprendono tutti quelli ottenuti nel 2013, più quelli derivati dalla finale di Coppa Davis 2012 e da tutti i tornei Challenger disputati dopo l'ATP World Tour Finals 2012.
Per qualificarsi, un giocatore che ha terminato la stagione 2012 fra i primi 30 deve partecipare ai quattro tornei Slam e ad otto tornei ATP World Tour Masters 1000 nel corso del 2013. Inoltre vengono conteggiati per la classifica i suoi 4 migliori risultati nei tornei ATP World Tour 500 series e i migliori 2 nei tornei ATP World Tour 250 series. Ai giocatori che non parteciperanno ad uno di questi eventi vengono conteggiati 0 punti per il torneo. Il Monte Carlo Masters è diventato facoltativo dal 2009, e se un giocatore decide di parteciparvi il risultato sarà conteggiato come uno dei 4 tornei 500. La Coppa Davis viene anch'essa conteggiata come un torneo 500, se il giocatore non avrà disputato un numero sufficiente di tornei di questa fascia, e se non avrà ottenuto risultati migliori nei 250 o nei Challenger. Se il giocatore (ad esempio per infortunio) non può partecipare ai tornei prestabiliti, nei 18 tornei validi per la classifica vengono conteggiati i risultati migliori nei tornei 250 o Challenger.
Un giocatore che è impossibilitato a partecipare ai tornei a causa di un infortunio, non riceve alcuna penalità. L'ATP World Tour Finals 2013 conterà come un 19º torneo aggiuntivo nella classifica degli otto qualificati.

### Singolare
| Gruppo A |
| Gruppo B |

| #   | Giocatore             | Punti  | Tornei | Data di qualificazione |
| --- | --------------------- | ------ | ------ | ---------------------- |
| 1   | Rafael Nadal          | 11,760 | 16     | 10 giugno              |
| 2   | Novak Đoković         | 9,700  | 15     | 19 agosto              |
| inf | Andy Murray           | 5,805  | 13     | 10 settembre           |
| 3   | David Ferrer          | 5,290  | 22     | 7 ottobre              |
| 4   | Juan Martín del Potro | 4,965  | 16     | 12 ottobre             |
| 5   | Tomáš Berdych         | 3,890  | 21     | 23 ottobre             |
| 6   | Roger Federer         | 3,535  | 15     | 30 ottobre             |
| 7   | Stan Wawrinka         | 3,330  | 24     | 31 ottobre             |
| 8   | Richard Gasquet       | 3,210  | 24     | 31 ottobre             |

Il 10 giugno Rafael Nadal è il primo giocatore a qualificarsi al Masters di fine anno.

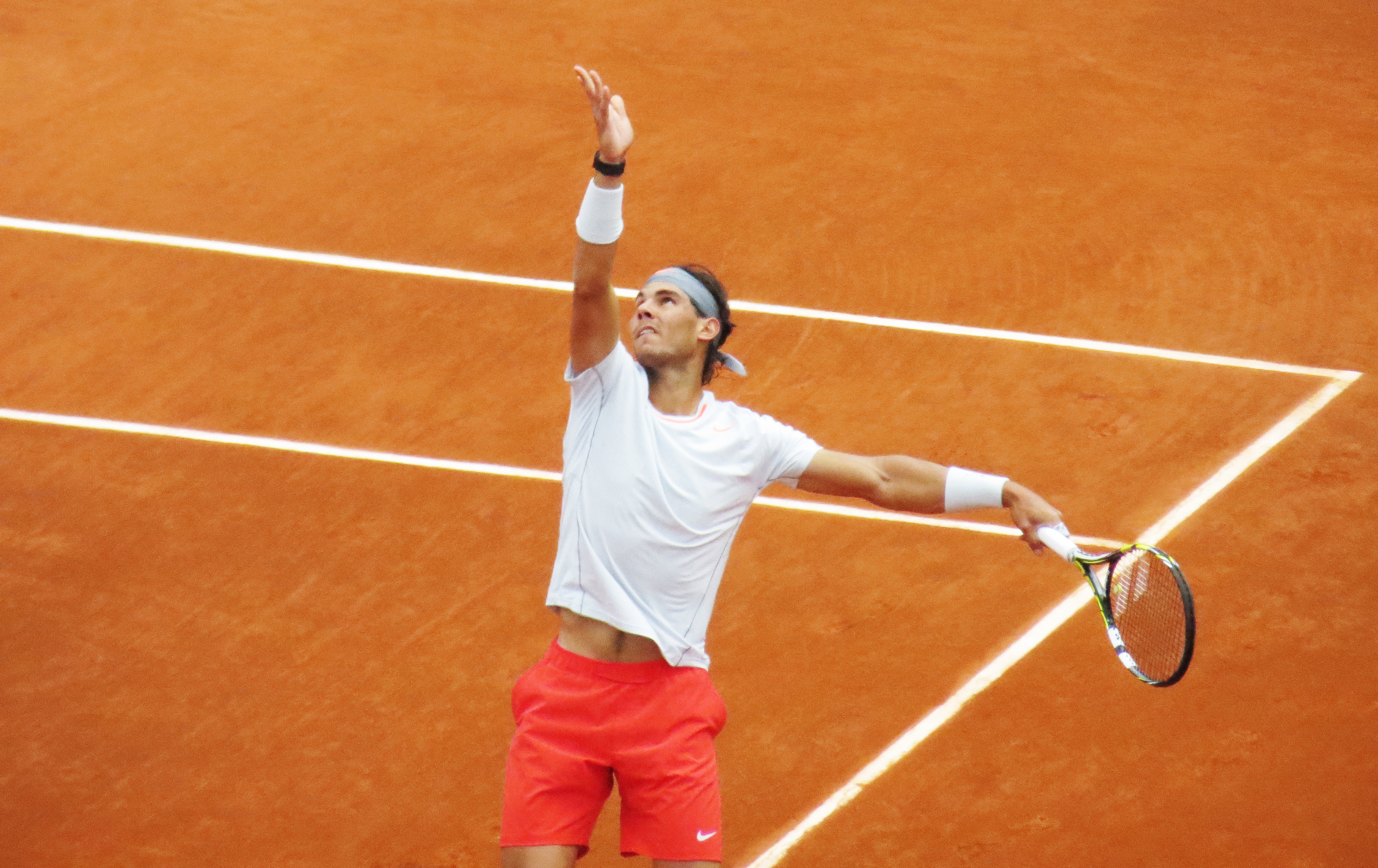
Rafael Nadal vincitore del Roland Garros e degli US Open 2013

Rafael Nadal salta il primo Slam dell'anno, gli Australian Open. Inizia l'anno a Vina del Mar dove viene eliminato in finale da Horacio Zeballos per 7-6, 6-7, 4-6. Vince poi il titolo ad Acapulco e Indian Wells in finale su David Ferrer e  Juan Martín del Potro. Salta poi il torneo di Miami. Aiuta la Spagna nello spareggio di Coppa Davis, battendo Serhij Stachovs'kyj in singolare e doppio. In Europa sulla terra raggiunge quattro finali, a Monte Carlo sconfitto da Novak Đoković, a Barcellona dove supera Nicolás Almagro, agli Internazionali d'Italia dove batte Roger Federer e a Madrid dove sconfigge Stan Wawrinka.  Vince poi la sua ottava coppa dei moschettieri all'Open di Francia battendo Nishikori agli ottavi, Wawrinka ai quarti, Đoković in semifinale e Ferrer all'ultimo atto. A Wimbledon viene sconfitto al primo turno a sorpresa da Steve Darcis. Conquista poi i due master mille sul cemento americano a Montréal sconfiggendo in finale Milos Raonic e a Cincinnati superando in finale John Isner. Nel finale di stagione raggiunge la finale a Pechino e nonostante la sconfitta ad opera di Đoković riconquista la prima posizione mondiale. La settimana seguente viene eliminato dal Shanghai Masters in semifinale da Juan Martín del Potro. A Barcy non fa meglio e viene nuovamente eliminato in semifinale questa volta da Ferrer. È la sua nona partecipazione al Master di fine anno.
Il 19 agosto dopo il Cincinnati Open, Novak Đoković è il secondo giocatore a qualificarsi per le finals.

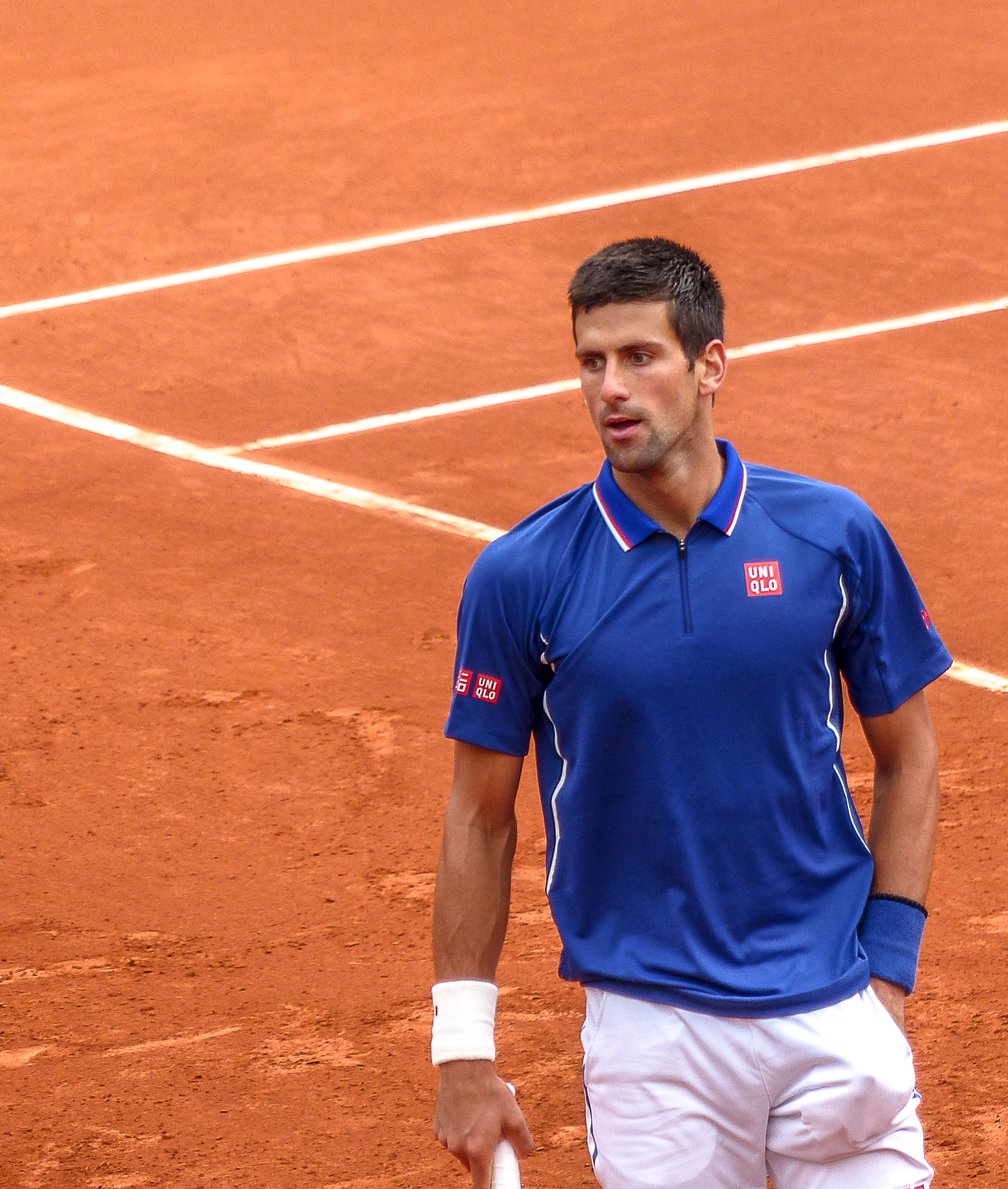
Novak Đoković vincitore del suo quarto Australian Open

Novak Đoković inizia la stagione vincendo il suo quarto Australian Open, il terzo consecutivo, battendo in finale Andy Murray per 6-7, 7-6, 6-3, 6-2. Conquista poi il punto del 2-0 negli ottavi di Coppa Davis contro il Belgio battendo Olivier Rochus. Vince il Dubai Tennis Championships battendo in finale Tomáš Berdych per 7–5, 6–3. Al Indian Wells Open viene eliminato in semifinale da Juan Martín del Potro per 6-4, 4-6, 6–4. A Miami viene sconfitto agli ottavi di finale da Tommy Haas 2-6, 4-6. Nei quarti di finale di Davis batte John Isner e Sam Querrey siglando il definitivo 3-1. Vince per la prima volta in carriera a Monte Carlo, dove batte in finale Rafael Nadal imbattuto nel torneo per 6-2, 7-6. Agli Internazionali d'Italia viene eliminato da Berdych nei quarti di finale. Al Roland Garros perde da Rafael Nadal in semifinale con il punteggio di 4-6, 6-3, 1-6, 7-6, 7-9. A Wimbledon viene sconfitto da Andy Murray in finale per 4-6, 5-7, 4-6. viene poi battuto alla Canadian Open in semifinale da Rafael Nadal 4-6, 6-3, 6-7, mentre a Cincinnati nei quarti da John Isner. Arriva per il quarto anno consecutivo in finale agli US Open dove viene sconfitto da Nadal col punteggio di 3-6, 6-3, 4-6, 1-6. Vince il terzo China Open consecutivo contro ancora una volta contro Nadal per 6–3, 6–4, e riconferma il titolo a Shanghai battendo in finale Juan Martín del Potro 6-1, 3-6, 7-6. Vince poi il suo primo Paris Masters in carriera contro David Ferrer 7-5, 7-5. È la sua settima qualificazione all'ATP World Tour Finals.
Il 7 ottobre il terzo giocatore a qualificarsi è David Ferrer.

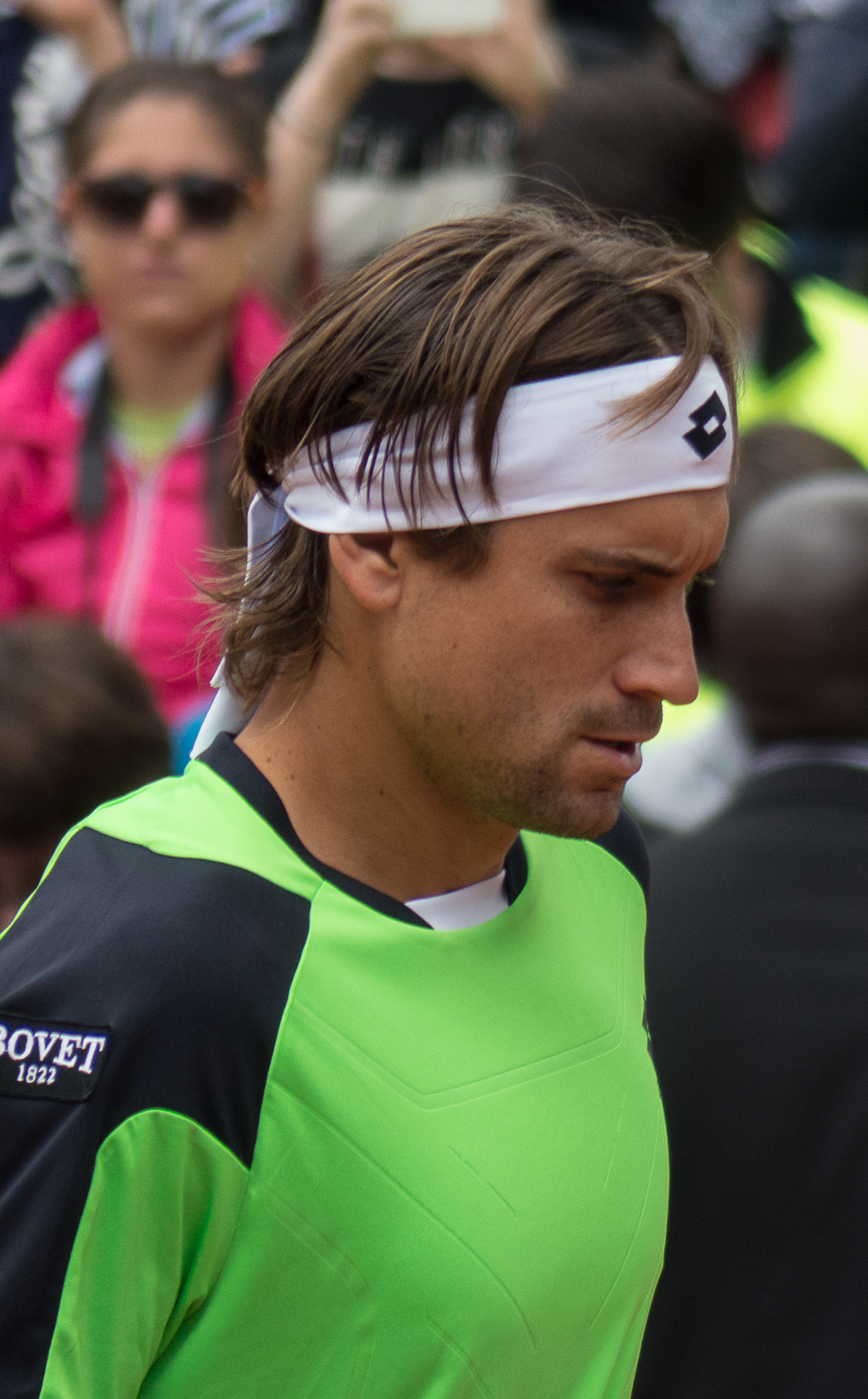
David Ferrer raggiunge per la prima volta una finale Slam al Roland Garros

David Ferrer inizia la stagione arrivando in semifinale al Qatar ExxonMobil Open perdendo da Nikolaj Davydenko per 2-6, 3-6, mentre vince il suo primo titolo stagionale a Auckland contro Philipp Kohlschreiber 7-6, 6-1. Agli Australian Open viene eliminato in semifinale da Novak Đoković per 2-6, 2-6, 1-6. Vince il suo secondo titolo a Buenos Aires battendo in finale Stan Wawrinka col punteggio di 6-4, 3-6, 6-1, mentre all'Abierto Mexicano Telcel perde in finale da Rafael Nadal. Al Indian Wells Open viene eliminato da Kevin Anderson al secondo turno. A Miami viene invece sconfitto in finale da Andy Murray. A Barcelona perde al secondo turno da Dmitrij Tursunov, mentre al Portugal Open viene sconfitto in finale da Wawrinka in due set. Al Mutua Madrid Open e agli Internazionali d'Italia cede sempre ai quarti a Nadal. Al Roland Garros perde da Nadal nella sua prima finale slam. A Wimbledon viene sconfitto da Juan Martín del Potro nei quarti di finale. Torna poi in campo nella Canadian Open dove viene eliminato al secondo turno da Alex Bogomolov Jr.. La settimana seguente al Cincinnati Open non fa molto meglio fermato al terzo turno da Dmitrij Tursunov. Agli US Open è sconfitto da Richard Gasquet in cinque set nei quarti di finale. Nei tornei asiatici di Kuala Lumpur, di Pechino e di Shanghai non supera mai i quarti perdendo rispettivamente da João Souza, Richard Gasquet e Florian Mayer. Al Paris Masters perde in finale contro Novak Đoković 5-7, 5-7. È la sua quinta qualificazione all'ATP World Tour Finals.
Il 12 ottobre dopo lo Shanghai Masters, Juan Martín del Potro si qualifica al Masters.

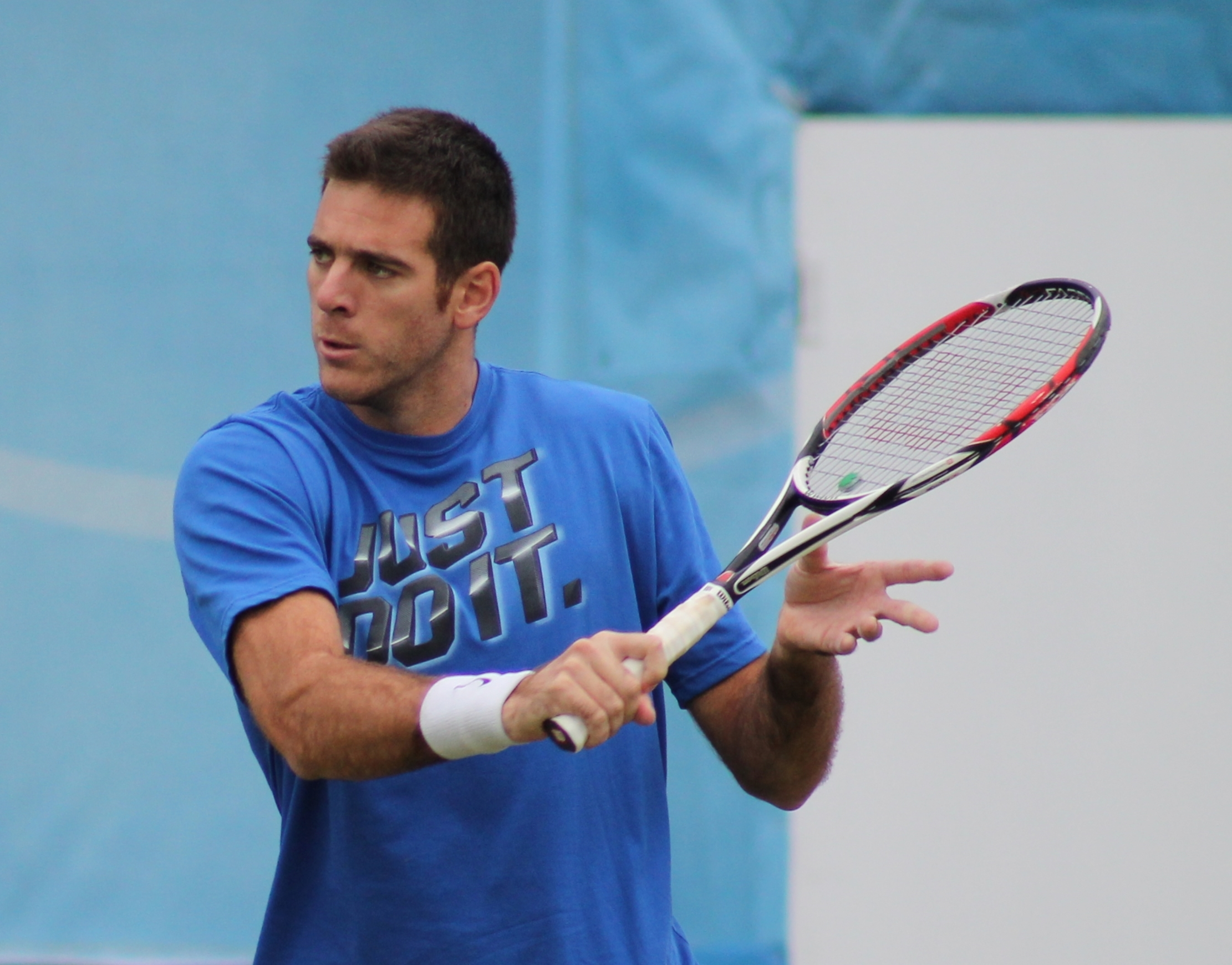
Juan Martín del Potro raggiunge per la prima volta una finale Slam al Roland Garros

Juan Martin Del Potro inizia la stagione agli Australian Open dove viene sorpreso al terzo turno da Jérémy Chardy. Conquista poi il titolo al torneo di Rotterdam superando in finale Julien Benneteau in due set. All'Open 13 viene eliminato nei quarti di finale da Gilles Simon. A Dubai è Novak Đoković a fermare la sua corsa in semifinale. Si vendica sul serbo in semifinale a Indian Wells ma viene sconfitto nell'atto conclusivo da Rafael Nadal. La settimana seguente viene eliminato a sorpresa all'esordio del Sony Ericsson Open dal tedesco Tobias Kamke. Subisce un'altra eliminazione precoce al terzo turno del torneo Monte Carlo ad opera di Jarkko Nieminen. Torna poi in campo a Roma ma ancora una volta non supera il terzo turno sconfitto da Benoît Paire. Salta poi a causa di una bronchite gli Open di Francia. Viene poi eliminato nei quarti di finale dell'AEGON Championships da Lleyton Hewitt. Si spinge fino alle semifinali di Wimbledon fermato in cinque combattutissimi set da Đoković. Vince poi il Citi Open battendo John Isner in finale. A Toronto gli è fatale ancora una volta il terzo turno, questa volta è il padrone di casa Milos Raonic ad eliminarlo. Nel successivo torneo di Cincinnati riesce a spingersi fino alle semifinale ma subisce una sconfitta ad opera di Isner. Agli US Open viene battuto nuovamente da Hewitt questa volta al secondo turno. Conquista poi il 500 di Tokyo superando Raonic in finale. Raggiunge la finale anche nel successivo torneo di Shanghai ma viene sconfitto ancora una volta da Đoković. Vince quindi il suo quarto 500 della stagione a Basilea in finale su Federer. Nell'ultimo torneo della stagione prima delle Finals, a Barcy viene eliminato proprio dallo svizzero nei quarti di finale. È la sua quarta apparizione al Master di finale anno.
Il 23 ottobre dopo lo Swiss Indoors Basel, Tomáš Berdych si qualifica per le Finals.

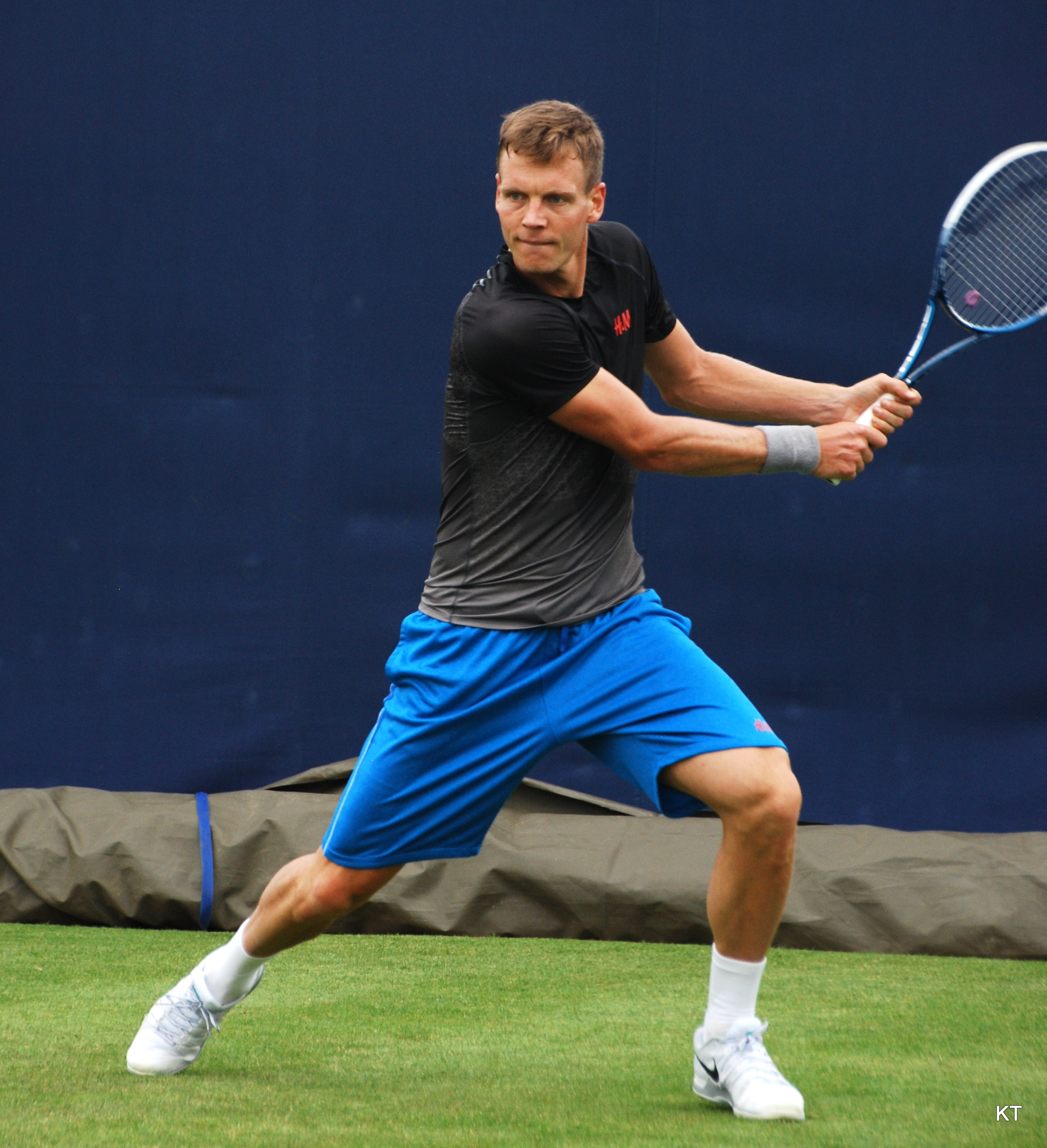
Tomáš Berdych si qualifica per la quarta volta

Tomáš Berdych inizia la stagione arrivando ai quarti del Chennai Open dove viene battuto da Roberto Bautista Agut per 1-6, 6-4, 1-6, 4-6. Non va meglio a Melbourne dove è Đoković ad eliminarlo nei quarti di finale. Conquista poi tutti i 3 punti per la Repubblica Ceca contro la Svizzera negli ottavi di finale della Coppa Davis. Si ritira per infortunio dal Open Sud de France. Raggiunge poi la finale a Marsiglia sconfitto in tre set da Jo-Wilfried Tsonga e a Dubai battuto da Đoković. Ad Indian Wells si spinge fino in semifinale ma viene fermato da Rafael Nadal mentre a Miami viene eliminato nei quarti di finale da Richard Gasquet. Al Monte Carlo Masters viene sconfitto al terzo turno da Fabio Fognini. A Barcelona è Tommy Robredo a sorprenderlo al terzo turno. Raggiunge poi due semifinali a Madrid e Roma eliminato da Wawrinka e Nadal rispettivamente. Si ritira dal torneo di Nizza. Torna in campo al Roland Garros e viene eliminato al primo turno da Gaël Monfils. Perde poi nei quarti di finale da Marin Čilić a Londra, da Đoković a Wimbledon e da Thiemo de Bakker a Bastad. Fa peggio a Toronto dove viene eliminato al terzo turno da Vasek Pospisil. Nel successivo torneo di Cincinnati viene eliminato da Nadal in semifinale. Conquista poi due punti nella semifinale della Coppa Davis contro l'Argentina. Raggiunge la finale nel Thailand Open battuto dal solo Milos Raonic. Si ritira poi nella semifinale del China Open. Nel successivo torneo di Shanghai perde al terzo turno di Nicolás Almagro. Viene eliminato all'esordio del Swiss Indoors Basel da Ivo Karlović. Nel torneo precedente al master viene eliminato nei quarti di finale del Paris Masters da David Ferrer. È la sua quarta qualificazione consecutiva all'ATP World Tour Finals.
Il 30 ottobre è Roger Federer a qualificarsi per il torneo.

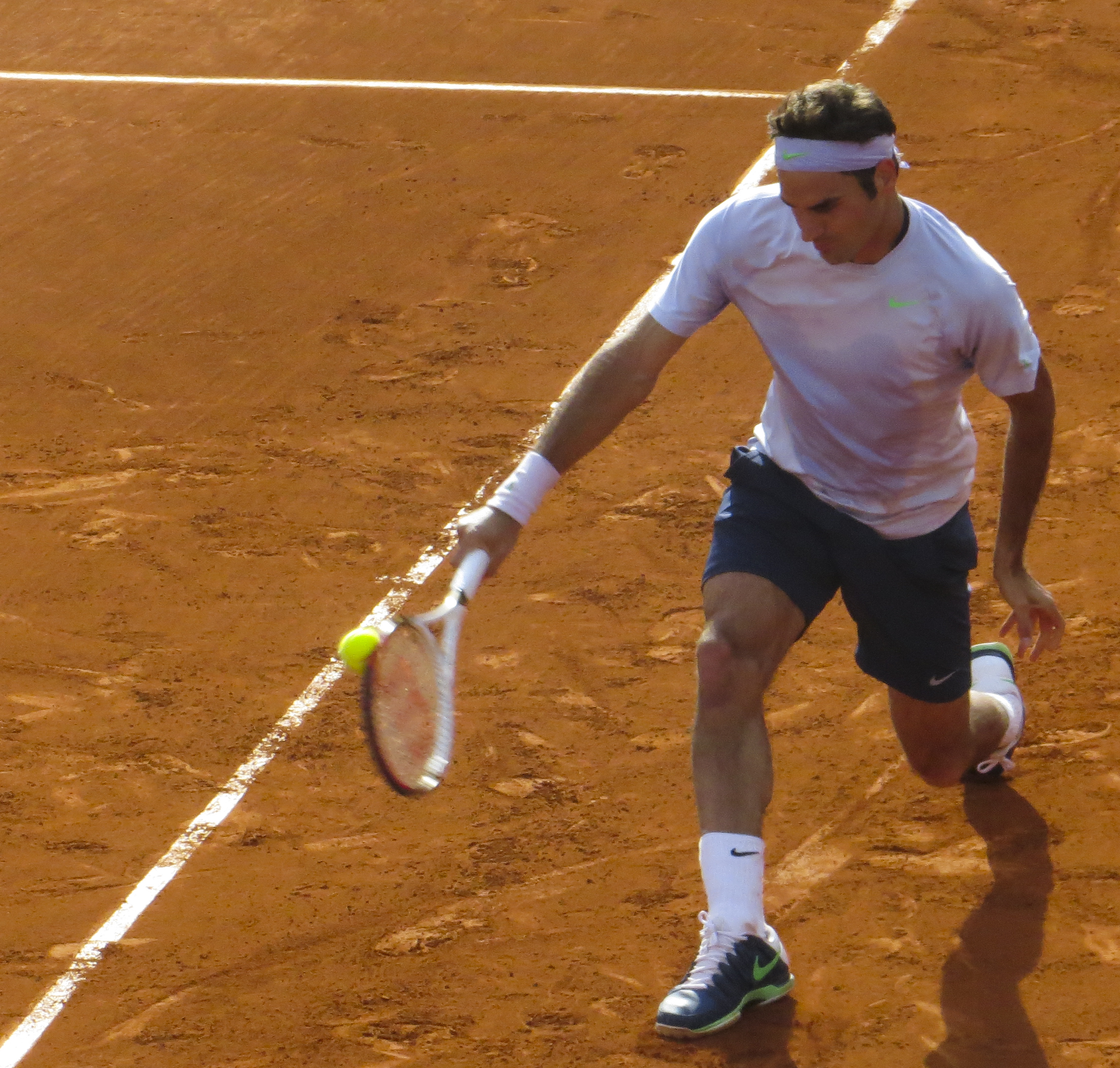
Roger Federer si qualifica per il dodicesimo anno consecutivo

Roger Federer inizia la stagione arrivando in semifinale a Melbourne fermato da Andy Murray. Non riesce a difendere i titoli dell'anno precedente a Rotterdam fermato ai quarti di finale da Julien Benneteau e a Dubai sconfitto in semifinale da Tomáš Berdych. Ad Indian Wells viene eliminato da Rafael Nadal ai quarti di finale. Salta poi i successivi tornei di Miami e Monte Carlo. A Madrid gli è fatale il terzo turno contro Kei Nishikori. Raggiunge la sua terza finale agli Internazionali ma viene sconfitto in due set da Nadal. Raggiunge i quarti di finale al Roland Garros eliminato da Jo-Wilfried Tsonga. Conquista poi il suo sesto titolo ad Halle. A Wimbledon viene eliminato per la prima volta in carriera al secondo turno da Serhij Stachovs'kyj. Scende poi nuovamente in campo ad Amburgo dove viene sorpreso in semifinale in due set da Federico Delbonis. Al Crédit Agricole Suisse Open Gstaad è invece Daniel Brands ad eliminarlo a sorpresa all'esordio. Salta il 1000 di Toronto e torna in campo a Cincinnati dove viene sconfitto ancora una volta da Nadal, in questo caso ai quarti. Non brilla nemmeno agli US Open dove viene fermato agli ottavi di finale da Tommy Robredo. Nel 1000 di Shanghai gli è fatale il terzo turno con Gaël Monfils. A Basilea raggiunge la finale dove viene battuto da Juan Martín del Potro. Al Paris Masters è Đoković ad eliminarlo in semifinale. È la sua dodicesima qualificazione consecutiva al Master di finale anno, raggiungendo il record di apparizioni consecutive di Ivan Lendl, seconda in totale per l'evento.
Il 31 ottobre, Stan Wawrinka e Richard Gasquet a completare il quadro del torneo.

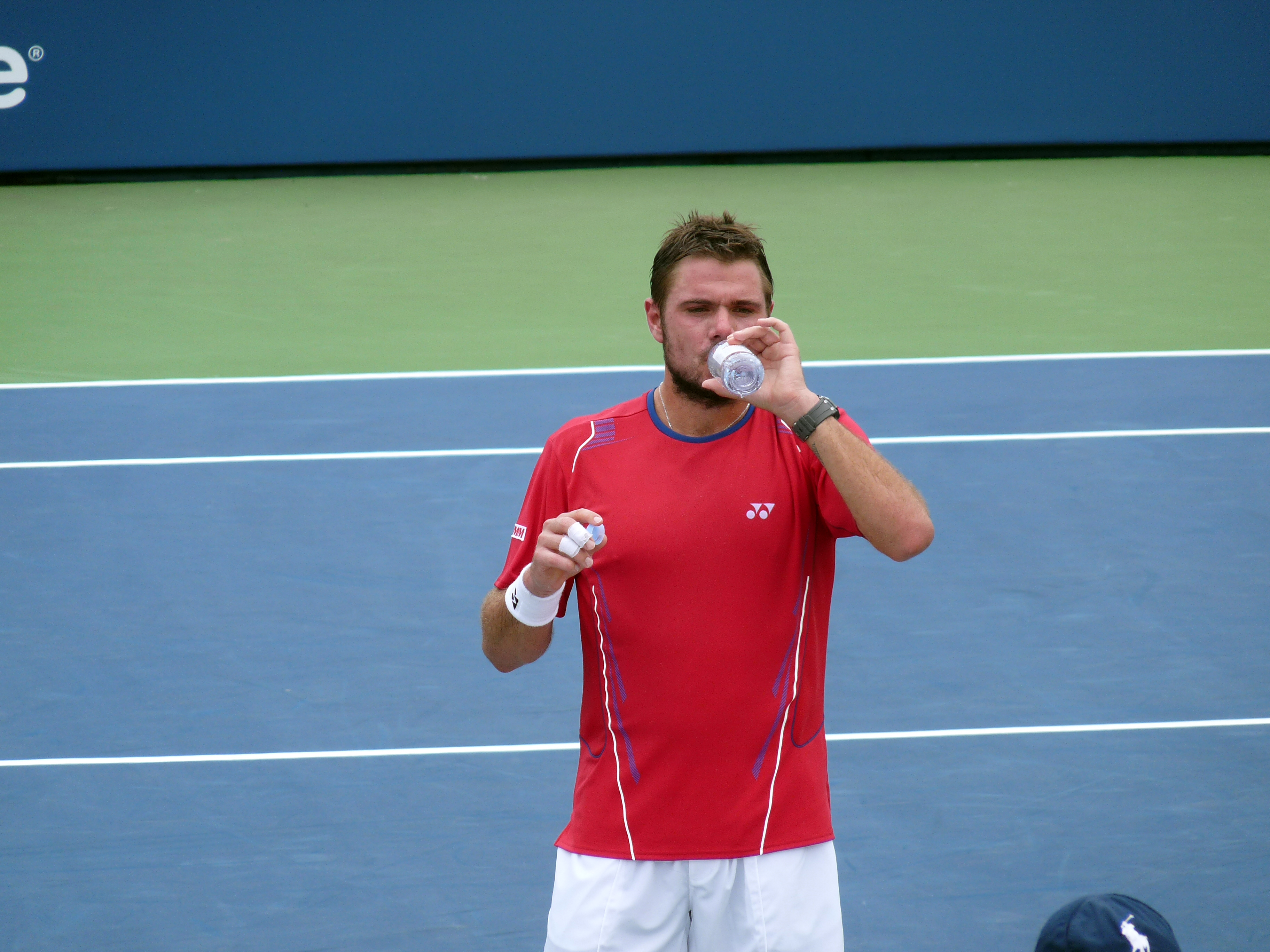
Stan Wawrinka alla sua prima partecipazione alle ATP World Tour Finals

Stan Wawrinka inizia la stagione con i quarti di finale del Chennai Open battuto da Aljaž Bedene. Agli Australian Open non riesce a superare il quarto turno con Novak Đoković. Negli ottavi di finale di Coppa Davis batte Lukáš Rosol ma perde il doppio e il suo altro incontro di singolare con Tomáš Berdych. Al torneo di Buenos Aires raggiunge la finale, dove viene sconfitto da David Ferrer. Fabio Fognini lo sorprende poi all'esordio dell'Abierto Mexicano Telcel. Nel quarto turno del Indian Wells Open viene eliminato dal connazionale Roger Federer. Negli spareggi di Coppa Davis batte conquista due punti in singolare e doppio. A Casablanca non va oltre la semifinale sorpreso da Tommy Robredo. A Monte Carlo raggiunge i quarti di finale eliminato da Jo-Wilfried Tsonga. Vince il Portugal Open battendo in due set David Ferrer. La settimana seguente a Madrid raggiunge la finale eliminato da Rafael Nadal. Si ritira al secondo turno degli Internazionali con Aleksandr Dolhopolov. Al Roland Garros battuto ancora una volta da Nadal nei quarti di finale. A 's-Hertogenbosch raggiunge la finale battuto da Nicolas Mahut. A Wimbledon viene sorpreso all'esordio da Lleyton Hewitt. A Gstaad cede nei quarti di finale a Feliciano López. Viene eliminato al secondo turno della Canadian Open e del Cincinnati Open sconfitto da Benoît Paire e Tommy Robredo. Agli US Open batte agli ottavi Tomáš Berdych e Andy Murray nei quarti di finale prima di cedere Đoković in semifinale. Raggiunge la semifinale anche al Malaysian Open eliminato da Julien Benneteau. A Pechino viene eliminato da Sam Querrey al secondo turno. Nei quarti di finale di Shanghai viene eliminato ancora una volta da Nadal. Viene poi eliminato all'esordio del Swiss Indoors Basel da Édouard Roger-Vasselin e nei quarti di finale del torneo di Barcy da Đoković. È la sua prima qualificazione all'ATP World Tour Finals.

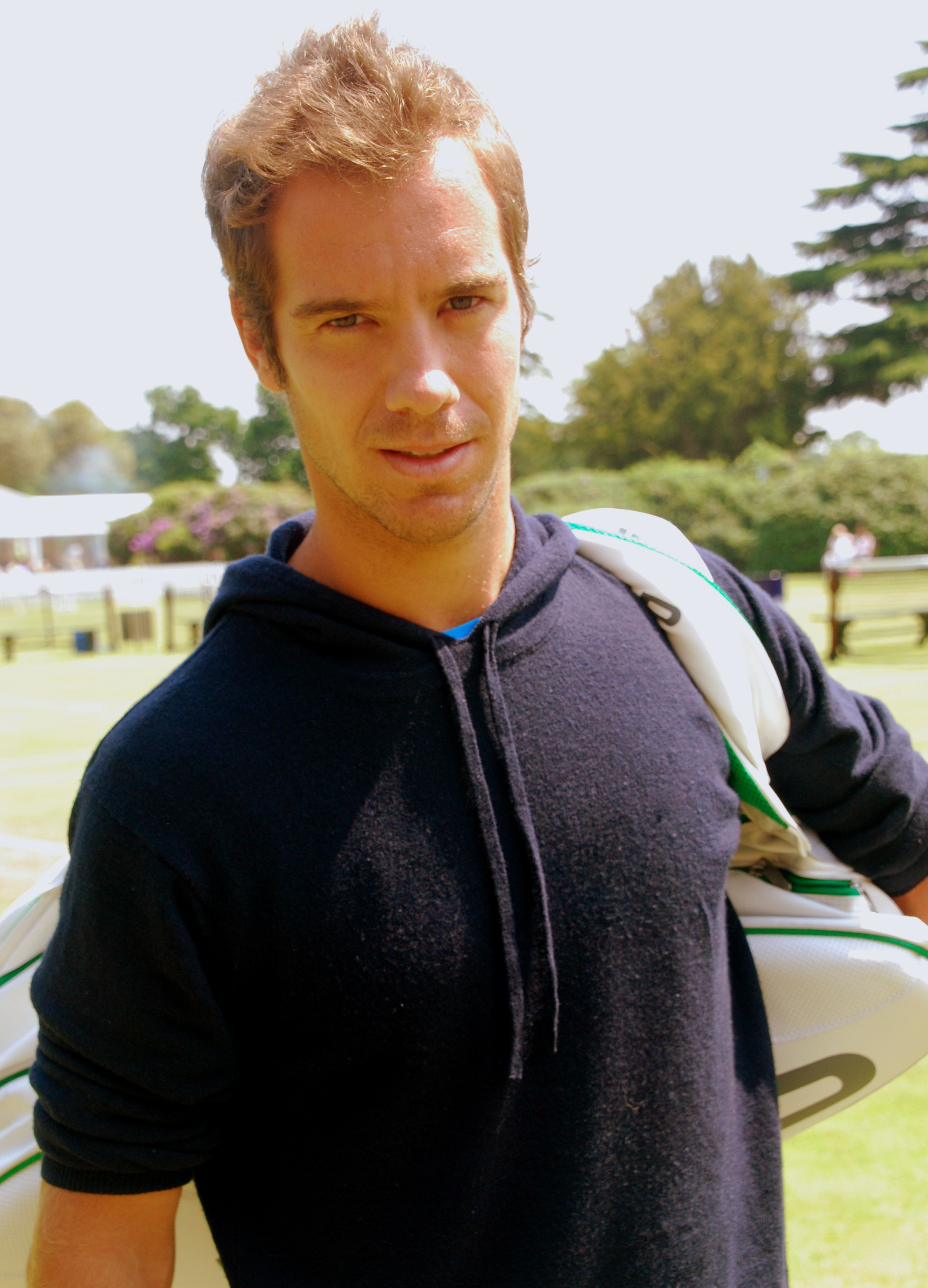
Richard Gasquet vincitore di tre titoli durante l'anno

Richard Gasquet vince il suo primo titolo stagionale a Doha superando in tre set Nikolaj Davydenko. All'Australian Open viene eliminato agli ottavi da Jo-Wilfried Tsonga. Agli ottavi di finale di Coppa Davis vince entrambi i suoi incontri di singolari con Dudi Sela e Amir Weintraub. Conquista poi il secondo titolo dell'anno a Montpellier sul connazionale Benoît Paire. La settimana seguente viene eliminato al secondo turno del torneo di Rotterdam da Marcos Baghdatis. Fallisce all'esordio del Open 13 eliminato da Gilles Müller. Ad Indian Wells è Tomáš Berdych a fermarlo negli ottavi di finale. Nel seguente torneo di Miami si vendica, battendo Berdych nei quarti di finale prima di arrendersi in semifinale a Andy Murray. Nel torneo del principato viene battuto in due set da Fabio Fognini nel suo incontro di quarti di finale. Viene eliminato all'esordio del torneo di Madrid da Daniel Gimeno Traver. Agli Internazionali d'Italia è Jerzy Janowicz a superarlo al terzo turno mentre agli Open di Francia viene fermato da Stan Wawrinka al quarto turno. Viene eliminato da Michail Južnyj in semifinale ad Halle. A Wimbledon viene eliminato al terzo turno da Bernard Tomić. Fallisce all'esordio del Croatia Open Umag battuto dallo spagnolo Albert Montañés. Viene sconfitto da Đoković nei quarti di finale dellaCanadian Open e da John Isner al secondo turno di Cincinnati.  Agli US Open si spinge fino in semifinale dove viene sconfitto da Rafael Nadal. Raggiunge poi altre due semifinali a Bangkok e Pechino sconfitto rispettivamente da Raonic e Đoković. Viene poi sconfitto al primo turno dello Shanghai Masters da Vasek Pospisil. Conquista la settimana seguente il suo terzo titolo in stagione a Mosca battendo in finale Michail Kukuškin. Viene eliminato all'esordio dal connazionale Michaël Llodra a Basilea. Al Paris Masters è ancora una volta Nadal a fermarlo questa volta nei quarti di finale. È la sua seconda qualificazione all'ATP World Tour Finals dopo quella del 2007.

#### Assenze notevoli
Il 10 settembre Andy Murray si qualifica per l'ATP World Tour Finals ma deve rinunciarvi a causa di un intervento chirurgico subito per problemi alla schiena.

### Doppio
| Gruppo A |
| Gruppo B |

| # | Giocatori                              | Punti  | Tornei | Data di qualificazione |
| - | -------------------------------------- | ------ | ------ | ---------------------- |
| 1 | Bob Bryan Mike Bryan                   | 13,065 | 19     | 10 giugno              |
| 2 | Alexander Peya Bruno Soares            | 6,230  | 21     | 10 settembre           |
| 3 | Ivan Dodig Marcelo Melo                | 3,775  | 17     | 21 ottobre             |
| 4 | Marcel Granollers Marc López           | 3,620  | 21     | 21 ottobre             |
| 5 | Aisam-ul-Haq Qureshi Jean-Julien Rojer | 3,305  | 27     | 31 ottobre             |
| 6 | David Marrero Fernando Verdasco        | 3,280  | 20     | 31 ottobre             |
| 7 | Leander Paes Radek Štěpánek            | 2,990  | 7      | 10 settembre           |
| 8 | Mariusz Fyrstenberg Marcin Matkowski   | 2,955  | 15     | 2 novembre             |

## Testa a testa

### Singolare
|   |                       | Nadal | Đoković | Ferrer | del Potro | Berdych | Federer | Wawrinka | Gasquet | Totale |
| 1 | Rafael Nadal          |       | 22–16   | 20–5   | 8–4       | 16–3    | 21–10   | 11–0     | 12–0    | 110–38 |
| 2 | Novak Đoković         | 16–22 |         | 11–5   | 10–3      | 14–2    | 14–16   | 14–2     | 9–1     | 88–51  |
| 3 | David Ferrer          | 5–20  | 5–11    |        | 6–3       | 7–3     | 0–14    | 7–4      | 8–3     | 38–58  |
| 4 | Juan Martín del Potro | 4–8   | 3–10    | 3–6    |           | 4–2     | 5–14    | 3–2      | 5–1     | 27–43  |
| 5 | Tomáš Berdych         | 3–16  | 2–14    | 3–7    | 2–4       |         | 6–11    | 5–7      | 3–5     | 24–63  |
| 6 | Roger Federer         | 10–21 | 16–14   | 14–0   | 14–5      | 11–6    |         | 13–1     | 10–2    | 88–49  |
| 7 | Stan Wawrinka         | 0–11  | 2–14    | 4–7    | 1–2       | 7–5     | 1–13    |          | 1–1     | 16–53  |
| 8 | Richard Gasquet       | 0–12  | 1–9     | 3–8    | 1–3       | 5–3     | 2–10    | 1–1      |         | 13–46  |

### Doppio
|   |                                          | Bryan | Peya Soares | Dodig Melo | Granollers López | Qureshi Rojer | Marrero Verdasco | Paes Štěpánek | Fyrstenberg Matkowski | Totale |
| 1 | Bob Bryan / Mike Bryan                   |       | 5–1         | 3–1        | 5–1              | 7–1           | 3–0              | 4–4           | 16–7                  | 43–15  |
| 2 | Alexander Peya / Bruno Soares            | 1–5   |             | 3–0        | 2–1              | 0–0           | 2–2              | 1–1           | 3–1                   | 12–10  |
| 3 | Ivan Dodig / Marcelo Melo                | 1–3   | 0–3         |            | 0–0              | 1–0           | 1–0              | 3–1           | 0–0                   | 6–7    |
| 4 | Marcel Granollers / Marc López           | 1–5   | 1–2         | 0–0        |                  | 2–1           | 0–6              | 0–2           | 1–3                   | 5–19   |
| 5 | Aisam-ul-Haq Qureshi / Jean-Julien Rojer | 1–7   | 0–0         | 0–1        | 1–2              |               | 0–1              | 0–2           | 2–2                   | 4–15   |
| 6 | David Marrero / Fernando Verdasco        | 0–3   | 2–2         | 0–1        | 6–0              | 1–0           |                  | 0–1           | 1–0                   | 10–7   |
| 7 | Leander Paes / Radek Štěpánek            | 4–4   | 1–1         | 1–3        | 2–0              | 2–0           | 1–0              |               | 0–0                   | 11–8   |
| 8 | Mariusz Fyrstenberg / Marcin Matkowski   | 7–16  | 1–3         | 0–0        | 3–1              | 2–2           | 0–1              | 0–0           |                       | 13–23  |

## Montepremi e punti
| Turneo                   | Singolare    | Doppio1    | Punti |
| ------------------------ | ------------ | ---------- | ----- |
| Campione                 | +1 240 000 $ | +190 000 $ | +900  |
| Finalista                | +410 000 $   | +65 000 $  | +400  |
| Round Robin (3 vittorie) | 390 000 $    | 75 000 $   | 600   |
| Round Robin (2 vittorie) | 260 000 $    | 50 000 $   | 400   |
| Round Robin (1 vittoria) | 130 000 $    | 25 000 $   | 200   |
| Alternative              | 75 000 $     | 25 000 $   | –     |

## Round Robin

### Giorno 1: 4 novembre
| Incontri nella O2 arena | Incontri nella O2 arena                      | Incontri nella O2 arena                        | Incontri nella O2 arena |
| Gruppo | Vincitore                                    | Perdente                                       | Punteggio               |
| --- | -------------------------------------------- | ---------------------------------------------- | ----------------------- |
| Gruppo A Doppio | Mariusz Fyrstenberg [8] Marcin Matkowski [8] | Aisam-ul-Haq Qureshi [5] Jean-Julien Rojer [5] | 6-3, 7-68               |
| Gruppo A Singolare | Stan Wawrinka [7]                            | Tomáš Berdych [5]                              | 3-6, 6(0)-7, 6-3        |
| Gruppo B Doppio | David Marrero [6] Fernando Verdasco [6]      | Marcel Granollers [4] Marc López [4]           | 6-1, 6-4                |
| Gruppo B Singolare | Juan Martín del Potro [4]                    | Richard Gasquet [8]                            | 64-7, 6-3, 7-5          |
| Il 1º match è iniziato alle 12:00 GMT il 2º non prima delle 13:45 GMT il 3º non prima delle 18:00 GMT il 4º non prima delle 19:45 GMT |                                              |                                                |                         |

### Giorno 2: 5 novembre
| Incontri nella O2 arena | Incontri nella O2 arena             | Incontri nella O2 arena             | Incontri nella O2 arena |
| Gruppo | Vincitore                           | Perdente                            | Punteggio               |
| --- | ----------------------------------- | ----------------------------------- | ----------------------- |
| Gruppo B Doppio | Leander Paes [7] Radek Štěpánek [7] | Alexander Peya [2] Bruno Soares [2] | 6-3, 5-7, [10-8]        |
| Gruppo A Singolare | Rafael Nadal [1]                    | David Ferrer [3]                    | 6-3, 6-2                |
| Gruppo A Doppio | Ivan Dodig [3] Marcelo Melo [3]     | Bob Bryan [1] Mike Bryan [1]        | 6-3, 3-6, [10-8]        |
| Gruppo B Singolare | Novak Đoković [2]                   | Roger Federer [6]                   | 6-4, 62-7, 6-2          |
| Il 1º match è iniziato alle 12:00 GMT il 2º non prima delle 13:45 GMT il 3º non prima delle 18:00 GMT il 4º non prima delle 19:45 GMT |                                     |                                     |                         |

### Giorno 3: 6 novembre
| Incontri nella O2 arena | Incontri nella O2 arena                 | Incontri nella O2 arena              | Incontri nella O2 arena |
| Gruppo | Vincitore                               | Perdente                             | Punteggio               |
| --- | --------------------------------------- | ------------------------------------ | ----------------------- |
| Gruppo B Doppio | David Marrero [6] Fernando Verdasco [6] | Leander Paes [7] Radek Štěpánek [7]  | 6-4, 7-65               |
| Gruppo A Singolare | Rafael Nadal [1]                        | Stan Wawrinka [8]                    | 7-65, 7-66              |
| Gruppo B Doppio | Alexander Peya [2] Bruno Soares [2]     | Marcel Granollers [4] Marc López [4] | 3-6, 6-4, [10-5]        |
| Gruppo A Singolare | Tomáš Berdych [5]                       | David Ferrer [7]                     | 6-4, 6-4                |
| Il 1º match è iniziato alle 12:00 GMT il 2º non prima delle 13:45 GMT il 3º non prima delle 18:00 GMT il 4º non prima delle 19:45 GMT |                                         |                                      |                         |

### Giorno 4: 7 novembre
| Incontri nella O2 arena | Incontri nella O2 arena         | Incontri nella O2 arena                        | Incontri nella O2 arena |
| Gruppo | Vincitore                       | Perdente                                       | Punteggio               |
| --- | ------------------------------- | ---------------------------------------------- | ----------------------- |
| Gruppo A Doppio | Ivan Dodig [3] Marcelo Melo [3] | Mariusz Fyrstenberg [8] Marcin Matkowski [8]   | 6-3, 3-6, [10-2]        |
| Gruppo B Singolare | Roger Federer [6]               | Richard Gasquet [8]                            | 6-4, 6-3                |
| Gruppo A Doppio | Bob Bryan [1] Mike Bryan [1]    | Aisam-ul-Haq Qureshi [5] Jean-Julien Rojer [5] | 6-3, 1-6, [14-12]       |
| Gruppo B Singolare | Novak Đoković [2]               | Juan Martín del Potro [4]                      | 6-3, 3-6, 6-3           |
| Il 1º match è iniziato alle 12:00 GMT il 2º non prima delle 13:45 GMT il 3º non prima delle 18:00 GMT il 4º non prima delle 19:45 GMT |                                 |                                                |                         |

### Giorno 5: 8 novembre
| Incontri nella O2 arena | Incontri nella O2 arena              | Incontri nella O2 arena                 | Incontri nella O2 arena |
| Gruppo | Vincitore                            | Perdente                                | Punteggio               |
| --- | ------------------------------------ | --------------------------------------- | ----------------------- |
| Gruppo B Doppio | Marcel Granollers [4] Marc López [4] | Leander Paes [7] Radek Štěpánek [7]     | 4-6, 7-65, [10-8]       |
| Gruppo A Singolare | Stan Wawrinka [7]                    | David Ferrer [3]                        | 65-7, 6-4, 6-1          |
| Gruppo B Doppio | Alexander Peya [2] Bruno Soares [2]  | David Marrero [6] Fernando Verdasco [6] | 6-3, 7-5                |
| Gruppo A Singolare | Rafael Nadal [1]                     | Tomáš Berdych [4]                       | 6-4, 1-6, 6-3           |
| Il 1º match è iniziato alle 12:00 GMT il 2º non prima delle 13:45 GMT il 3º non prima delle 18:00 GMT il 4º non prima delle 19:45 GMT |                                      |                                         |                         |

### Giorno 6: 9 novembre
| Incontri nella O2 arena | Incontri nella O2 arena         | Incontri nella O2 arena                        | Incontri nella O2 arena |
| Gruppo | Vincitore                       | Perdente                                       | Punteggio               |
| --- | ------------------------------- | ---------------------------------------------- | ----------------------- |
| Gruppo A Doppio | Ivan Dodig [3] Marcelo Melo [3] | Aisam-ul-Haq Qureshi [5] Jean-Julien Rojer [5] | 7-5, 3-6, [11-9]        |
| Gruppo B Singolare | Roger Federer [6]               | Juan Martín del Potro [4]                      | 4-6, 7-62, 7-5          |
| Gruppo A Doppio | Bob Bryan [1] Mike Bryan [1]    | Mariusz Fyrstenberg [8] Marcin Matkowski [8]   | 4-6, 6-3, [10-5]        |
| Gruppo B Singolare | Novak Đoković [2]               | Richard Gasquet [8]                            | 7-65, 4-6, 6-3          |
| Il 1º match è iniziato alle 12:00 GMT il 2º non prima delle 13:45 GMT il 3º non prima delle 18:00 GMT il 4º non prima delle 19:45 GMT |                                 |                                                |                         |

## Semifinali

### Giorno 7: 10 novembre
| Incontri nella O2 arena | Incontri nella O2 arena                 | Incontri nella O2 arena             | Incontri nella O2 arena |
| Gruppo | Vincitore                               | Perdente                            | Punteggio               |
| --- | --------------------------------------- | ----------------------------------- | ----------------------- |
| Semifinale Doppio | David Marrero [6] Fernando Verdasco [6] | Ivan Dodig [3] Marcelo Melo [3]     | 7-610, 7-5,             |
| Semifinale Singolare | Rafael Nadal [1]                        | Roger Federer [6]                   | 7-5, 6-3,               |
| Semifinale Doppio | Bob Bryan [1] Mike Bryan [1]            | Alexander Peya [2] Bruno Soares [2] | 4-6, 6-4, [10-8]        |
| Semifinale Singolare | Novak Đoković [2]                       | Stan Wawrinka [7]                   | 6-3, 6-3                |
| Il 1º match è iniziato alle 12:00 GMT il 2º non prima delle 14:15 GMT il 3º non prima delle 18:00 GMT il 4º non prima delle 19:45 GMT |                                         |                                     |                         |

## Finali

### Giorno 8: 11 novembre
| Incontri nella O2 arena                                               | Incontri nella O2 arena                 | Incontri nella O2 arena      | Incontri nella O2 arena |
| Gruppo                                                                | Vincitore                               | Perdente                     | Punteggio               |
| --------------------------------------------------------------------- | --------------------------------------- | ---------------------------- | ----------------------- |
| Finale Doppio                                                         | David Marrero [6] Fernando Verdasco [6] | Bob Bryan [1] Mike Bryan [1] | 7-5, 63-7, [10-7]       |
| Finale Singolare                                                      | Novak Đoković [2]                       | Rafael Nadal [1]             | 6-3, 6-4                |
| Il 1º match è iniziato alle 18:00 GMT il 2º non prima delle 20:00 GMT |                                         |                              |                         |

## Campioni

### Singolare
Novak Đoković ha sconfitto in finale  Rafael Nadal per 6-3, 6-4.
- È il quarantunesimo titolo in carriera e il settimo del 2013 per Đoković.

### Doppio
David Marrero /  Fernando Verdasco hanno sconfitto in finale  Bob Bryan /  Mike Bryan per 7-5, 6(3)–7, [10-7].